# 伊藤敬子 (俳人)
伊藤 敬子（いとう けいこ、1935年5月3日 - 2020年6月5日）は、日本の俳人。本名、敬子（たかこ）。

## 人物・経歴
名古屋市東区生まれ、名東区に在住していた。
愛知県立旭丘高等学校1年生のときに国語科教諭の呼びかけで俳句グループに入ったのが、句作のきっかけであったという。その後金城学院大学短期大学部に進学し、卒業後にまもなく結婚。二児を育てた。しかしその間にも俳句は続けていた。
1955年 (昭和30年)には加藤かけいが主催する俳句誌『環礁』の同人となり、加藤かけい、山口誓子に師事した（『環礁』にはその後、30年間在籍した)。1966年 (昭和41年)、31歳で初の句集『光の束』を上梓。同書は環礁賞を受賞し、同年それを機に俳人協会へと入会。1975年 (昭和50年)には東海俳句懇話会を立ち上げた。そして、1977年（昭和52年度）4月、子育ての終わった41歳に愛知淑徳大学文学部国文学科3年次に編入。卒業後も大学院修士・博士課程に学び、2005年「鈴木花蓑研究」で博士（文学）を取得している。国文学の講師を含め、愛知淑徳大学に20年間籍を置いた。1980年5月には俳句誌『笹』を創刊主宰。『笹』は名古屋で初めての女性の主宰する俳句誌であった。2000年3月（平成11年度）にはそれまでの俳人としての功績から、愛知県芸術文化選奨文化賞を授与されている。
俳人協会評議員・愛知県支部長を務め、角川学芸出版の月刊誌『俳句』で選者を、中日文化センターの俳句教室で講師を務めた。2005年 (平成17年)からは芭蕉顕彰名古屋俳句祭を開催するなどした。

## 受賞歴
- 1966年 (昭和41年) - 環礁賞
- 1979年 (昭和54年) - 新美南吉文学賞[1]
- 1986年11月 (昭和61年) - 第9回 愛知一中鯱光会記念賞[1]
- 1993年 (平成5年) - 都市文化奨励賞[1]
- 2000年3月（平成11年度） - 愛知県芸術文化選奨 文化賞
- 2001年（平成13年） - 第1回 山本健吉文学賞（『百景 伊藤敬子句集』に）

## 著書
- 『光の束 句集』（環礁俳句会、序 加藤かけい） 1966
- 『写生の鬼 俳人鈴木花蓑』（中日新聞社） 1979
- 『尾州 句集』（東京美術） 1981
- 『四間道 現代俳句女流シリーズ』（牧羊社） 1982
- 『蓬左 句集』（牧羊社） 1983
- 『菱結 現代俳句女流シリーズ』（牧羊社） 1985
- 『花の俳句 初心者のための俳句鑑賞』（牧羊社） 1985
- 『伊藤敬子集 自解100句選』（牧羊社） 1986
- 『伊藤敬子集 自註現代俳句シリーズ』（俳人協会） 1987
- 『刻のうつろいの中で 随想集』（牧羊社） 1988
- 『鳴海しぼり 句集』（牧羊社） 1988
- 『優しい花々 伊藤敬子・随想集』（牧羊社） 1990
- 『杉田久女 鑑賞秀句100句選』（牧羊社） 1991
- 『日付変更線 伊藤敬子句集』（牧羊社、現代俳句18人集） 1992
- 『やさしい俳句入門』（リバティ書房） 1993
- 『伊藤敬子句集』（ふらんす堂、現代俳句文庫） 1994
- 『ことばの光彩 古典名句への招待』（牧羊社） 1994
- 『新しい俳句の作り方 中級篇』（リバティ書房） 1998
- 『現代俳句鑑賞全集 第2巻 伊藤敬子篇』（東京四季出版） 1998
- 『伊藤敬子 花神現代俳句』（花神社） 1999
- 『百景 伊藤敬子句集』（角川書店） 2000
- 『花月の譜 四季を旅する』（ふらんす堂） 2001
- 「俳句の手ほどき 入門編』（中日新聞社） 2001
- 『高悟の俳人 蛇笏俳句の精神性』（角川書店） 2004
- 『季語別伊藤敬子句集』（ふらんす堂） 2005
- 『白根葵 伊藤敬子句集』（角川書店） 2006
- 『象牙の花 句集』（角川書店） 2008
- 『花鳥逍遥 句集』（東京四季出版、俳句四季文庫） 2010
- 『星座多彩 伊藤敬子句集』（ふらんす堂） 2010
- 『山廬風韻 句集』（角川書店） 2010
- 『淼茫 句集』（角川書店） 2013
- 『伊藤敬子集 自註現代俳句シリーズ』（俳人協会） 2014
- 『風雅永遠 随筆集』（文學の森） 2016
- 『初富士 句集』（角川文化振興財団） 2016
- 『年魚市潟 句集』（角川文化振興財団） 2018
- 『杉田久女の百句 久女の真実』（ふらんす堂） 2019
- 『鈴木花蓑の百句 写生の鬼』（ふらんす堂） 2020

### 編
- 『秀句三五〇選 34 母』（蝸牛社） 1994
- 『笹歳時記』（角川書店） 2000
- 『笹創刊二十五周年記念同人作品集』（角川書店） 2005
- 『笹創刊三十周年記念同人作品集』（角川書店） 2010
- 『新冬の日 芭蕉顕彰名古屋俳句祭連句集』（角川書店） 2011
- 『新春の日 芭蕉顕彰名古屋俳句祭連句集』（KADOKAWA） 2014
- 『笹創刊三十五周年記念同人作品集』（KADOKAWA） 2015

## メディア出演
- バイキング 「坂上忍の俳句ingヒストリー」（フジテレビ、2016年） [7]